# Fernmeldeturm der Oberpostdirektion München
Der Fernmeldeturm der Oberpostdirektion München ist ein 1956 errichteter Fernmeldeturm in der Blutenburgstraße im Münchner Stadtteil Neuhausen. Er ist 101,6 Meter hoch.
Bis zur Errichtung des Olympiaturms war dies der Fernseh-Grundnetzsender für das ZDF und das Bayerische Fernsehen. Er diente zeitweise auch zur Verbreitung des Rundfunkprogramms von Megaradio im Mittelwellenbereich. Hierfür wurde von einer Richtfunkplattform entlang des Turmes eine Langdrahtantenne gespannt.
Dieser Turm, der nicht zu den Typentürmen gehört, ist heute im Besitz des Rechtsnachfolgers Deutsche Telekom AG.

## Frequenzen und Programme
Beim Antennendiagramm sind im Falle gerichteter Strahlung die Hauptstrahlrichtungen in Grad angegeben.
| Frequenz (in MHz) | Programm               | RDS PS   | RDS PI | Regionalisierung | ERP (in kW) | Antennendiagramm rund (ND)/gerichtet (D) | Polarisation horizontal (H)/vertikal (V) |
| ----------------- | ---------------------- | -------- | ------ | ---------------- | ----------- | ---------------------------------------- | ---------------------------------------- |
| 94,5              | Rock Antenne           | ROCKANBY | 1016   | Bayern           | 0,1         | ND                                       | H                                        |
| 96,8              | Deutschlandfunk Kultur | Dlf_Kult | D220   | –                | 0,32        | D (160°–260°, 340°–80°)                  | H                                        |
| 100,8             | egoFM                  | _egoFM__ | 1014   | –                | 0,3         | ND                                       | H                                        |
| 101,7             | Deutschlandfunk        | __Dlf___ | D210   | –                | 0,3         | ND                                       | H                                        |
| 104,0             | Radio Arabella         | ARABELLA | D78A   | –                | 0,1         | ND                                       | H                                        |

Von 1998 bis 2003 diente der Turm auch als Mittelwellensender. Hierzu wurde an dem Bauwerk eine Langdrahtantenne befestigt. Gesendet wurde auf der Frequenz 945 kHz, zuerst das Bildungsprogramm AfK, später dann das Programm von Megaradio.